# Hongkong na Mistrzostwach Świata w Lekkoatletyce 2019
Hongkong na Mistrzostwach Świata w Lekkoatletyce 2019 – reprezentacja Hongkongu podczas mistrzostw świata w Doha liczyła tylko jedną zawodniczkę.

## Skład reprezentacji

### Kobiety
| Zawodniczka   | Konkurencja           | Eliminacje | Eliminacje | Półfinał | Półfinał | Finał   | Finał   |
| Zawodniczka   | Konkurencja           | Wynik      | Pozycja    | Wynik    | Pozycja  | Wynik   | Pozycja |
| ------------- | --------------------- | ---------- | ---------- | -------- | -------- | ------- | ------- |
| Ching Siu Nga | chód na 20 kilometrów | —          | —          | —        | —        | 1:42:55 | 30.     |